# Elena Perinelli
Elena Perinelli (Varese, 27 giugno 1995) è una pallavolista italiana, schiacciatrice della Black Angels Perugia.

## Carriera
La carriera di Elena Perinelli comincia nel 2007 quando entra a far parte della squadra giovanile dell'Amatori Atletica Orago. Nella stagione 2010-11 viene ingaggiata dal Gruppo Sportivo Oratorio Pallavolo Femminile Villa Cortese, giocando principalmente nella squadra che disputa il campionato di Serie B1 e collezionando qualche sporadica apparizione in prima squadra, dove invece resterà stabilmente dalla stagione successiva. Con la nazionale under 18 vince la medaglia d'oro al Festival olimpico della gioventù europea e la medaglia d'argento al campionato europeo 2011, mentre con la nazionale under 19 vince la medaglia di bronzo al campionato europeo 2012.
Nella stagione 2013-14 passa alla neonata LJ Volley di Modena, mentre in quella 2014-15 è, in prestito, alla Pallavolo Scandicci; nel 2015 ottiene le prime convocazioni nella nazionale maggiore. Viene poi definitivamente nell'annata 2015-16 dall'Azzurra Volley San Casciano.
Per il campionato 2016-17 entra a far parte del progetto federale del Club Italia, sempre in Serie A1, mentre nella stagione successiva si accasa al Chieri '76, in Serie A2, con cui, al termine del campionato, conquista la promozione in Serie A1, dove gioca con lo stesso club a partire dalla stagione 2018-19; con la nazionale, nel 2019, vince la medaglia d'argento alla XXX Universiade, mentre, nel 2022, quella d'oro ai XIX Giochi del Mediterraneo.
Dopo cinque annate in Piemonte, nella stagione 2022-23 veste la maglia del Casalmaggiore, poi trasferirsi, nell'annata 2024-25, al Pinerolo: tuttavia a campionato in corso rescinde il contratto con il club piemontese per concludere la stagione all'Aras Kargo, nella Sultanlar Ligi turca. Rientra tuttavia in Italia già per l'annata 2025-26, sempre in Serie A1, per difendere i colori della Black Angels Perugia.

## Palmarès

### Nazionale (competizioni minori)
- Festival olimpico della gioventù europea 2011
- Campionato europeo under 18 2011
- Campionato europeo under 19 2012
- Universiade 2019
- Giochi del Mediterraneo 2022

### Premi individuali
- 2011 - Campionato europeo under 18: Miglior attaccante
- 2012 - Campionato europeo under 19: Miglior ricevitrice
- 2013 - Campionato mondiale under 20: Miglior servizio